# Olav Kooij
Olav Kooij (n. 17 octombrie 2001, Numansdorp⁠(d), Cromstrijen, Olanda de Sud, Țările de Jos) este un ciclist profesionist neerlandez, care concurează în prezent pentru Visma–Lease a Bike, echipă licențiată UCI WorldTeam.

## Rezultate în Marile Tururi

### Turul Italiei
1 participare
- 2024: câștigător al etapei a 9-a